# Charmoy (Yonne)
Charmoy ist eine französische Gemeinde mit 1.108 Einwohnern (Stand: 1. Januar 2022) in der Region Bourgogne-Franche-Comté (Bourgogne) im Département Yonne. Die Gemeinde gehört zum Arrondissement Auxerre und zum Kanton Migennes. Die Einwohner werden Charmoisiens genannt.

## Geografie
Charmoy liegt etwa 16 Kilometer nordnordwestlich von Auxerre an der Yonne. Umgeben wird Charmoy von den Nachbargemeinden Laroche-Saint-Cydroine im Norden und Nordwesten, Migennes im Nordosten, Cheny im Osten, Bassou im Süden und Südosten, Valravillon im Süden und Südwesten sowie Épineau-les-Voves im Westen.

## Bevölkerungsentwicklung
| Jahr                       | 1962 | 1968 | 1975 | 1982 | 1990 | 1999 | 2006 | 2018 |
| Einwohner                  | 628  | 795  | 1150 | 1207 | 1192 | 1209 | 1217 | 1152 |
| Quellen: Cassini und INSEE |      |      |      |      |      |      |      |      |

## Sehenswürdigkeiten
- Kirche Saint-Mammes aus dem 13. Jahrhundert